# Maman Suryaman
Maman Suryaman (Bandung, 2 novembre 1962) è un ex sollevatore indonesiano che ha gareggiato nella categoria dei pesi mosca.

## Carriera
Vinse la medaglia di bronzo ai Giochi asiatici del 1982 di Nuova Delhi. Partecipò ai Giochi olimpici di Los Angeles nel 1984, valevoli anche come campionati mondiali, classificandosi al 5º posto.